# Альойзув (Грубешівський повіт)
Альойзув (пол. Alojzów) — село в Польщі, у гміні Вербковичі Грубешівського повіту Люблінського воєводства. Населення — 333 особи (2011).

## Історія
За даними етнографічної експедиції 1869—1870 років під керівництвом Павла Чубинського, у селі проживали греко-католики, які розмовляли українською мовою.
У 1975—1998 роках село належало до Замойського воєводства.

## Демографія
Демографічна структура станом на 31 березня 2011 року:
|          | Загалом | Допрацездатний вік | Працездатний вік | Постпрацездатний вік |
| -------- | ------- | ------------------ | ---------------- | -------------------- |
| Чоловіки | 151     | 28                 | 102              | 21                   |
| Жінки    | 182     | 36                 | 95               | 51                   |
| Разом    | 333     | 64                 | 197              | 72                   |